# Магацино (Лука)
Магацино је насеље у Италији у округу Лука, региону Тоскана.
Према процени из 2011. у насељу је живело 218 становника. Насеље се налази на надморској висини од 11 м.